# Hari Rud
Hari Rud er en flod som løber fra bjergene i det centrale Afghanistan til Turkmenistan hvor den forsvinder i Karakum-ørkenen. Rud betyder «flod» på persisk.
Floden har sit udspring i Koh-i Baba bjergkæden som er del af Hindu Kush-systemet, og følger en relativt lige rute mod vest.
I det vestlige Afghanistan løber Hari Rud syd om Herat. Dalen omkring Herat var historisk berømt for sin frugtbarhed og udvikling. Floden møder Jam Rud ved minareten i Jam, der med sine 65 meter siges at være den næsthøjeste minaret i verden.
Efter Herat svinger floden mod nordvest, så nord, og danner den nordlige grænse mellem Afghanistan og Iran. Videre mod nord danner den den sydøstlige del af grænsen mellem Iran og Turkmenistan.
I Turkmenistan er den kendt som Tedzhen-floden og den passerer tæt ved byen Tedzhen.
34°39′N 66°43′Ø / 34.650°N 66.717°Ø